# Jagad av agenter
Jagad av agenter (engelska: The Prize) är en amerikansk spionfilm från 1963 i regi av Mark Robson. Ernest Lehman skrev filmens manus, baserat på en spionroman med samma titel från 1962 av Irving Wallace. Pandro S. Berman är filmens producent. I huvudrollerna ses Paul Newman, Elke Sommer och Edward G. Robinson. Filmen utspelar sig i Sverige.
Elke Sommer vann en Golden Globe 1964 i kategorin mest lovande kvinnliga nykomling för rollen som den vackra diplomaten Inger Lisa Andersson som är nobelpristagaren Andrew Craigs (Paul Newman) förkläde i Stockholm. Vid samma gala nominerades Diane Baker till priset för bästa kvinnliga biroll.

## Handling
I Stockholm ska Nobelpriset i litteratur utdelas. Pristagaren Andrew Craig (Paul Newman) verkar mer intresserad av kvinnor och alkohol än att skriva. När han anländer till hotellet träffar han en annan pristagare, doktor Max Stratman (Edward G. Robinson) som är en berömd fysiker. När Craig och Stratman träffas nästa gång, vid en presskonferens, verkar Stratman förändrad och agerar som om han inte känner Craig. När prisutdelningen närmar sig inser Andrew Craig att Stratman är en bedragare. På grund av sitt rykte som stordrickare och fiktionsförfattare är det ingen som tror på honom. 
Den egentlige Max Stratman har kidnappats av kommunistiska spionagenter som ämnar ta med sig honom till den andra sidan av järnridån. När fysikpriset delas ut ska Stratmans ersättare fördöma USA i sitt tacktal. Craig lyckas till slut övertyga Inger Lisa Andersson (Elke Sommer) att hjälpa honom i jakten på sanningen, som bland annat för honom till Katarinahissen och en nudistkonferens. Efter dramats upplösning tar Andrew Craig emot litteraturpriset och inleder en romans med Andersson.

## Rollista i urval
- Paul Newman - Andrew Craig
- Elke Sommer - Inger Lisa Andersson
- Edward G. Robinson - Dr. Max Stratman / Prof. Walter Stratman
- Diane Baker - Emily Stratman
- Micheline Presle - Dr. Denise Marceau
- Gérard Oury - Dr. Claude Marceau
- Sergio Fantoni - Dr. Carlo Farelli
- Kevin McCarthy - Dr. John Garrett
- Leo G. Carroll - greve Bertil Jacobsson
- Sacha Pitoëff - Daranyi
- Jacqueline Beer - Monique Souvir, Dr. Claudes sekreterare
- John Wengraf - Hans Eckhart
- Don Dubbins - Ivar Cramer
- Virginia Christine - Mrs. Bergh
- Rudolph Anders - Mr. Rolfe Bergh
- Martine Bartlett - Saralee Garrett
- Karl Swenson - Hilding
- John Qualen - Oscar
- Ned Wever - Clark Wilson, amerikansk ambassadör
- Larry Adare - Davis Garrett
- Robin Adare - Amy Garrett
- John Banner - tysk korrespondent
- Sven Hugo Borg - Oscar Lindblom
- Martin Brandt - Steen Ekberg
- Noel Drayton - konstapel Ströhm
- Jerry Dunphy - amerikansk korrespondent
- Britt Ekland - nudist
- Edith Evanson - Mrs. Ahlquist
- Alice Frost - Mrs. Lindblom
- Gregg Palmer - svensk kommentator
- Michael Panaieff - fransk korrespondent
- Lars Passgård - svensk man